# Scheepsexploitatie
Scheepsexploitatie is het uitbaten van een schip om hiermee winst te behalen. De exploitatie of het beheer ligt in handen van de reder. Deze kan zelf eigenaar zijn van het schip, maar kan dit schip ook charteren. Bij tijdbevrachting en reisbevrachting wordt het schip met bemanning gecharterd, terwijl bij rompbevrachting de reder het schip zelf bemant. In dat geval kan de bemanning direct bij hem in dienst zijn, of via een bemanningskantoor of uitzendbureau. Ook bij de bevrachting heeft de reder de keuze deze in eigen handen te houden of uit te besteden aan een bevrachtingskantoor.
Exploitatie brengt, net als iedere andere economische activiteit, inkomsten en uitgaven met zich mee.
Met het Verdrag inzake de Volle Zee (Convention on the High Seas) werd de exploitatie van een schip slechts mogelijk onder de vlag van een vlaggenstaat. De reder kan het schip onder de vlag brengen van het land waar hij is gevestigd, of kan het onder goedkope vlag brengen. Verder kan hij kiezen door welk classificatiebureau hij het schip laat classificeren en waar hij zich verzekert.

## Inkomsten
Het type bevrachting heeft veel invloed op de kosten- en opbrengstenstructuur van een schip. Zo zal bij tijdbevrachting de klant een veel lager bedrag aan omzet opleveren dan bij reisbevrachting, omdat de klant bij tijdbevrachting ook een groot deel van de kosten betaalt.
Een andere belangrijke invloed is het aantal dagen dat een schip omzet genereert in een bepaalde periode. Hoe meer dagen het schip omzet genereert, hoe meer winst er gemaakt kan worden. Dit komt doordat vaste kosten zoals onderhoud vrij inflexibel zijn. Het aantal dagen dat een schip omzet genereert is afhankelijk van het aantal dagen dat een schip in onderhoud is, het aantal dagen dat het schip stil ligt zonder werk ("spot"), en het aantal dagen dat het schip onderweg is zonder dat daar omzet tegenover staat ("ballast", bijvoorbeeld op weg naar een laadhaven).

### Ladingcapaciteit
De hoeveelheid lading die door een schip aan boord kan worden genomen hangt af van de grootte van de ruimen of tanks die aan boord zijn. Nog belangrijker is de diepgang. Een schip mag maar tot aan een bepaalde diepte in het water zinken. Dit wordt bepaald door het plimsollmerk. Daar de diepgang afhankelijk is van het gewicht van het schip en zijn lading vormt het gewicht van de lading een even belangrijke factor als het volume. Hoe meer brandstof en levensmiddelen een schip meeneemt, hoe minder lading het kan aan boord hebben. 
Naast het ontwerp van het schip bepaalt ook de lading hoeveel meegenomen kan worden. Elke bulklading (zoals bijvoorbeeld kolen) heeft een "stowage factor" die het soortelijk gewicht voorstelt. Met dit getal kan berekend worden hoeveel van de lading meegenomen kan worden in het schip. Afhankelijk van de bouw van het schip kan het volume of het gewicht de beperkende factor zijn. 
De ladingcapaciteit wordt dus bepaald door het volume van de tanks en ruimen en door het gewicht van de brandstof en de levensmiddelen.

### Scheepsproductiviteit
Twee identieke schepen kunnen een verschil hebben in productiviteit. Dit wordt veroorzaakt door operationele planning, retourladingen, operationele snelheid, laad- en lostijd en capaciteitsgebruik. Goede operationele planning betekent het meeste rendement halen uit een schip. Een goede vaarroute kiezen en de opeenvolgende ladingen aan elkaar koppelen zijn sleutelelementen. In de praktijk is het bijna onmogelijk om in de trampvaart (geen vaste havens) opeenvolgende ladingen aan elkaar te koppelen, omdat de haven van bestemming midden in een reis kan veranderen. Bij lijnvaart zijn retourvaarten belangrijk. Sommige bulkschepen varen op vaste routes en varen altijd heen met hun ruimen vol en altijd terug met lege ruimen. Dit is natuurlijk oneconomisch, maar meestal is er geen beschikbare lading voor de terugvaart, zeker niet op regelmatige basis.
Operationele snelheid is de economische snelheid van een schip. Dit is de snelheid die hoog genoeg ligt om gunstige transportvergoedingen te krijgen, maar laag genoeg om niet te veel te moeten uitgeven aan brandstof. Hoe hoger de snelheid ligt, hoe meer een reder kan vragen voor transport door een schip. De (economisch) optimale snelheid van een schip wordt bepaald door twee curven, namelijk 1) brandstofverbruik versus snelheid, en 2) opbrengst versus snelheid. De eerste curve verloopt kwadratisch, doordat elke verbrandingsmotor kwadratisch meer gaat verbruiken naarmate de snelheid stijgt. De tweede curve verloopt meestal lineair, omdat het schip meestal een vaste vergoeding krijgt voor het vervoeren van een bepaalde lading: het bedrag blijft hetzelfde, maar het bedrag per dag varieert afhankelijk van de snelheid. Waar de optimale snelheid ligt is dus vooral afhankelijk van brandstofprijzen en van opbrengsten: naarmate brandstofprijzen dalen, ligt het optimum bij een hogere snelheid. Naarmate de opbrengsten dalen ligt het optimum bij een lagere snelheid.
Laad - en lostijd is belangrijk voor de reder, omdat een schip alleen geld opbrengt als het vaart. Hoe sneller een schip laadt, hoe sneller het op zijn bestemming is. Samen met de operationele snelheid maakt deze factor de totale snelheid van het schip.
Capaciteitsgebruik is natuurlijk ook heel belangrijk. Hoe kleiner het deel van de capaciteit van een schip dat gebruikt wordt, hoe kleiner het financieel rendement.

### Vrachtprijzen
Vrachtprijzen hangen af van de marktsituatie, de concurrentie en de kwaliteit van de service die door de reder, en dus dat bepaalde schip, wordt geleverd. De kwaliteit is volledig afhankelijk van de reder. De marktsituatie en concurrentie zijn samenlopend, op een manier dat de concurrentie groot zal zijn als de markt gunstig is.

## Uitgaven

### Variabele kosten

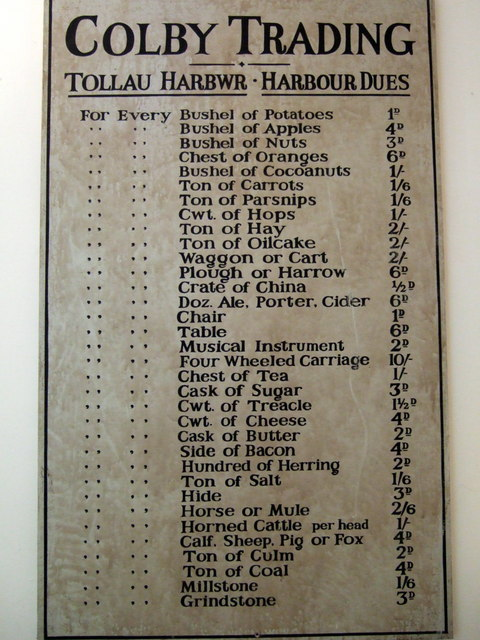
Haventaks

Variabele (reis-)kosten omvatten brandstof, commissies, en havenkosten. Deze kosten zijn veranderlijk van reis tot reis en bewegen mee met de omzet. 

#### Brandstof
Brandstof is de grootste kostencomponent van de meeste schepen. De kosten voor brandstof zijn afhankelijk van vele factoren. De inkoopprijs van brandstof is vooral afhankelijk van de plek waar zij gekocht wordt, van het type brandstof en de kwaliteit, en hoeveel tussenpartijen er zijn tussen de oliemaatschappij en de koper. De hoeveelheid brandstof die een schip verbruikt is vooral afhankelijk van de snelheid waarmee het schip vaart. Om kosten te besparen varen veel schepen daarom tegen een lagere snelheid ("slow steaming").

#### Havenkosten
Een voorbeeld van variabele kosten zijn havenkosten. Havenkosten zijn kosten die een reder moet maken om zijn lading aan en van boord te brengen. Deze omvatten de loon voor stuwers en het gebruik van materiaal. Ze zijn afhankelijk van de organisatie van de reder en de havendiensten, van het laad- en losgerei, van het type lading, van de soort verpakking en van het ontwerp van het schip. Het soort lading en de verpakking maken de lading gemakkelijk of moeilijk te laden en te lossen, net zoals het ontwerp van het schip.

#### Commissies
Bij vrijwel elke lading moeten commissies betaald worden. Dit kan zijn aan tussenpersonen die voor meerdere klanten werken ("brokers"), maar soms heeft de klant zelf ook een commissie, bijvoorbeeld als de transportafdeling van het bedrijf een "profit center" is en winst moet maken. Ook de rederij zelf rekent meestal een commissie, omdat zij geen eigenaar is van het schip.

#### Poolopbrengsten / -kosten
Tegenwoordig varen de meeste schepen in een "pool", waarbij omzetrisico's gedeeld worden. In sommige pools worden zelfs alle kosten en opbrengsten gedeeld. Meestal is de pool in de vorm van een alliantie tussen verschillende rederijen. Het effect hiervan is dat het schip geld betaalt / ontvangt uit de pool. De grootste scheepvaart pools ter wereld bestaan in de containervaart, bijvoorbeeld de G6 en 2M allianties.

### Operationele kosten
Operationele kosten zijn de kosten die van het schip afhangen. Dit zijn de lonen van de bemanning en het walpersoneel, de verzekering van het schip, de levensmiddelen of de werkmiddelen; alles wat een reder moet betalen om zijn schip varende te houden. Het onderhoud van het schip is hierbij de belangrijkste component.

#### Personeelskosten
Bij de meeste schepen zijn personeelskosten de grootste kostenpost binnen de operationele kosten. Bij de prijs van personeel is een duidelijk onderscheid tussen de officieren en de matrozen. Officieren (zoals bijvoorbeeld de kapitein) zijn meestal duur, en matrozen kosten meestal weinig. De hoeveelheid personeel aan boord van een schip is afhankelijk van regulering en van de rederij. De regulering schrijft per schip een minimumaantal personeelsleden aan boord voor ("safe manning"). De rederij kan besluiten om meer mensen aan boord te zetten.

#### Onderhoud
Periodiek onderhoud houdt het schip in stand. De onderhoudskosten hangen af van de reglementering, de leeftijd en het ontwerp van een schip, het niveau waarop onderhoud wordt gedaan en de controles door overheidsinstanties. Zonder reglementering en controle zou er in theorie geen nood zijn aan onderhoud, en zou iedereen zo goedkoop mogelijk schepen bouwen. Een standaardniveau verplicht alle reders om hun schepen tot een bepaald niveau te onderhouden.
Naast periodiek onderhoud kan een schip ook reparatiekosten hebben om schades te repareren. In veel gevallen zijn deze kosten verzekerd, maar meestal bestaat er wel een eigen risico. Soms is ook de gemiste omzet als gevolg van schade verzekerd ("loss of hire").

### Financiële kosten
Dit zijn de kosten die ieder bedrijf met zich meebrengt:

#### Financiering
Rentelasten zijn een belangrijke kost omdat schepen grote investeringen vergen en een reder dus nooit een schip volledig zelf betaalt. Het hangt af van het geleende bedrag, de intrestvoet en de koersontwikkeling van de munt waarin de lening is aangegaan.

#### Afschrijvingen
Zeker bij nieuwe schepen kunnen afschrijvingen een zeer grote kostenpost zijn.

## Bedrijfsresultaat
Uit het verschil tussen de opbrengsten en de kosten kan winst worden behaald of verlies gelaten. Voor een reder winst heeft moet hij eerst de belastingen aftrekken van het resultaat. Omdat de meeste rederijen beursgenoteerd zijn, om meer beschikbare fondsen te creëren, moet er meestal een dividend worden uitbetaald. Dit moet dus ook eerst worden afgetrokken.
Het verschil is de cashflow, en is dus vrij voor de reder om aan te wenden. In slechte scheepvaarttijden is cash flow management een cruciaal middel om te overleven. Door leveranciers laat te betalen, en vroeg te innen bij klanten, kan een situatie van negatief werkkapitaal ontstaan. Als de onderneming zelf een negatieve cash flow heeft kan zij dat opvangen met een dalend werkkapitaal.